# Marvin Obando
Marvin Andrés Obando (San José, 18 de mayo de 1982) es un exfutbolista profesional costarricense que juega como lateral y su último equipo fue el Municipal Grecia de la Primera División de Costa Rica. Es hijo del exfutbolista Marvin Obando Obando.

## Trayectoria
Inició su carrera en las ligas menores del Club Sport Herediano, equipo con el que haría su debut en la Primera División de Costa Rica en 2002. 
Sería cedido a préstamo al Club Sport Cartaginés en el 2004, donde no logró disputar ningún partido. 
Posteriormente se vincularía a la Asociación Deportiva Filial Club UCR en el 2005, equipo con el que se coronaría campeón de la Segunda División de Costa Rica. 
Desde 2010 hasta 2014 formaría parte del Club Sport Herediano, equipo con el cual se proclamó campeón del Verano 2012 y del Verano 2013, así como con los subcampeonatos del Invierno 2011, Invierno 2012, Invierno 2013 e Invierno 2014. 
En 2015 fue cedido a préstamo al Uruguay de Coronado, equipo con el que militó en el Verano 2015 donde disputó 21 partidos.
El 7 de julio de 2015 fue presentado como nuevo jugador del Santos de Guápiles.

## Clubes
| Club                                      | País       | Año         |
| ----------------------------------------- | ---------- | ----------- |
| Herediano                                 | Costa Rica | 2002 - 2004 |
| Cartaginés                                | Costa Rica | 2004 - 2005 |
| UCR                                       | Costa Rica | 2005 - 2010 |
| Herediano                                 | Costa Rica | 2010 - 2014 |
| Uruguay de Coronado                       | Costa Rica | 2015        |
| Santos de Guápiles                        | Costa Rica | 2015 - 2018 |
| Asociación Deportiva San Carlos           | Costa Rica | 2018 - 2020 |
| Club Sport Uruguay de Coronado            | Costa Rica | 2020        |
| Asociación Deportiva y Recreativa Jicaral | Costa Rica | 2020        |
| Municipal Grecia                          | Costa Rica | 2021 - 2022 |

## Palmarés
| Título                | Club                            | Resultado |
| --------------------- | ------------------------------- | --------- |
| Segunda División 2007 | UCR                             | Campeón   |
| Verano 2012           | Herediano                       | Campeón   |
| Verano 2013           | Herediano                       | Campeón   |
| Clausura 2019         | Asociación Deportiva San Carlos | Campeón   |